# زخمه (فیلم)
زخمه فیلمی به کارگردانی و نویسندگی خسرو ملکان محصول سال ۱۳۶۲ ایران است.
نام فیلم در ابتدا "حسن سنتوری" بود که به زخمه تغییر پیدا کرد.

## خلاصه داستان
حسن سنتوری سرپرست یک گرو ه مطرب روحوضی است، که در تماشاخانه‌های لاله زار فعالیت می‌کند. او با اقدس، رقاصه گروه، ازدواج کرده و صاحب فرزندی به نام علی است. حسن معتاد است و زن و فرزند خود را نیز به اعتیاد کشانده‌است. پس از انقلاب و برچیده شدن تماشاخانه‌های لاله زار، حسن برای گذراندن زندگی و تهیه مواد مخدر به قاچاق تریاک رو ی می‌آورد. در مدرسه معلم متوجه اعتیاد علی می‌شود و او را که ناخوش احوال است به بیمارستان می‌برد. اقدس نیز برای پرستاری از علی روانه بیمارستان می‌شود و حسن تنها می‌ماند. حسن که بیم دارد دستگیر شود آواره کوچه و خیابان می‌شود، تا این که رحیم - ی که قبلاً حسن او را به اعتیاد کشانده و بعد ترک اعتیاد کرده‌است - حسن را در زد و خوردی به قتل می‌رساند.

## بازیگران
- مهدی فخیم‌زاده
- فخری خوروش
- رضا کرم رضایی
- هوشنگ منصورخاکی
- محمدتقی کهنمویی
- مجید مظفری
- ورشوچی
- جهانسوز فولادی
- احمد بهروزی
- مهدی صناعی
- سعدی افشار
- حسن شمشاد
- کاوه فولادی
- اصغر علایی
- منوچهر افسری
- کریم نبی‌نژاد
- مهدی رنجه
- غلام انتظاری
- حسن غمخوار
- فولادوند
- ابوالفضل پورعرب
- ژاله صدارتی
- شهلا نامدار
- سیما فروهر
- پروانه زهتاب
- مهین شامخ
- مراد نیک‌کار
- بهزاد قهرمانی
- محمدرضا آذرنیا
- پیام رنجه
- زهرا علم‌بیگی
- کاظم افرندنیا
- جمشید بختیاری